# Ceuthocarpus
Ceuthocarpus é um género botânico pertencente à família Rubiaceae.